# 19 juni
19 juni är den 170:e dagen på året i den gregorianska kalendern (171:a under skottår). Det återstår 195 dagar av året.

## Namnsdagar

### I den svenska almanackan
- Nuvarande – Germund och Görel
- Föregående i bokstavsordning
  - Germund – Namnet förekom under 1600-talet både på 28 maj och på 31 juli, men utgick sedan. 1901 infördes det på dagens datum och har funnits där sedan dess.
  - Gervasius – Namnet fanns, till minne av en kristen martyr i Milano på 100-talet, på dagens datum före 1901, då det utgick.
  - Görel – Namnet infördes 1986 på 3 maj. 1993 flyttades det till 17 mars och 2001 till dagens datum.
  - Jerry – Namnet infördes på dagens datum 1986, men utgick 2001.
  - Jill – Namnet infördes på dagens datum 1986, men flyttades 1993 till 16 februari och utgick 2001.
  - Jöns – Namnet förekom på dagens datum på 1790-talet, men utgick sedan. 1986 infördes det på 27 januari, men utgick 1993.
  - Protasius – Namnet förekom på dagens datum, vid sidan av Gervasius, tidvis på dagens datum före 1901, då det definitivt hade utgått.
- Föregående i kronologisk ordning
  - Före 1901 – Gervasius och Protasius, samt Jöns
  - 1901–1985 – Germund
  - 1986–1992 – Germund, Jerry och Jill
  - 1993–2000 – Germund och Jerry
  - Från 2001 – Germund och Görel
- Källor
  - Brylla, Eva (red.): Namnlängdsboken, Norstedts ordbok, Stockholm, 2000. ISBN 91-7227-204-X
  - af Klintberg, Bengt: Namnen i almanackan, Norstedts ordbok, Stockholm, 2001. ISBN 91-7227-292-9

### Finlandssvenska almanackan
- Nuvarande från 2020[1] – Siri, Sigrid
- I föregående revideringar[a][2]
  - 1929–2019 – Sigrid, Siri

## Händelser
- 1808 – Under det pågående Finska kriget har svenskarna under våren (sedan krigets utbrott i februari) haft som taktik att retirera från Finland, för att sedan slå tillbaka mot ryssarna under sommaren, när fiendens försörjningslinjer är ansträngda. Denna dag gör en trupp på 2 000 svenskar ett försök att landstiga vid S:t Karins i närheten av Åbo. Efter att svenskarna har avancerat flera kilometer i riktning mot Åbo hamnar de i strid mot en här på 3 600 ryssar i slaget vid Lemo, som till en början går bra för svenskarna. Så småningom får ryssarna dock överhanden och dagen därpå står det klart att de har vunnit slaget och svenskarna tvingas retirera till sina fartyg.
- 1823 – Den svensk-norske kronprinsen Oscar (I) gifter sig med prinsessan Josefina av Leuchtenberg genom en vigselceremoni i Storkyrkan i Stockholm. Detta sker en månad efter att en katolsk vigselceremoni har hållits för brudparet i München (dock utan att Oscar har närvarat; han har där representerats av Josefinas morbror Karl av Bayern). Josefina är nämligen katolik och djupt troende, men hon tillåts behålla sin tro i det protestantiska Sverige, liksom drottning Desideria har tillåtits göra tio år tidigare. Under en femårsperiod (1826–1831) får paret sedan fyra söner och en dotter, däribland de framtida kungarna Karl XV och Oscar II.
- 1850 – Den svenske kronprinsen Karl (XV/IV) gifter sig med prinsessan Lovisa av Nederländerna vid en ceremoni i Storkyrkan i Stockholm. Då makarna är mycket olika varandra och deras son Carl Oscar, som vid födseln blir svensk arvprins, avlider i mässlingen vid två års ålder och Lovisa på grund av en komplikation vid förlossningen därefter inte kan få fler barn, blir äktenskapet inte lyckligt och Karl har under hela deras äktenskap flera olika älskarinnor.
- 1867 – Tre år efter att den österrikiske ärkehertigen Ferdinand Maximilian har utropats till kejsare av Mexiko, med stöd av den franske kejsaren Napoleon III och mexikanska monarkister, blir han arkebuserad, sedan han den 16 maj har blivit tillfångatagen av mexikanska republikaner, ledda av Benito Juárez. Flera utländska regeringar, däribland den amerikanska, vägrar nämligen att erkänna honom som kejsare och 1866 har USA tvingat fransmännen att dra undan sitt stöd för den mexikanska monarkin. Efter arkebuseringen faller det andra mexikanska kejsardömet och Mexiko blir republik, vilket det är än idag (2025). Juárez, som har varit interimspresident sedan 1857, tillträder som president i den nya republiken den 8 december samma år.
- 1944 – Slaget om Filippinska sjön inleds mellan de amerikanska och japanska flottorna och pågår till dagen därpå, som en del i den amerikanska invasionen av Marianeröarna under andra världskriget. Detta blir det femte och sista slaget mellan hangarfartyg under Stillahavskriget och utvecklar sig till det största sådant slag i världshistorien. Slaget får sedermera smeknamnet ”Kalkonjakten vid Stora Marianerna”, då en amerikansk pilot anmärker att slaget liknar ”en gammaldags kalkonjakt”.
- 1953 – Två år efter att de amerikanska judiska och kommunistiska makarna Ethel och Julius Rosenberg har dömts till döden för spioneri blir de avrättade i elektriska stolen. Anklagelserna gäller att de 1944, under andra världskriget, ska ha utlämnat information om atombombstillverkning till Sovjetunionen. Efter kalla krigets slut framkommer i sovjetiska arkiv uppgifter om att Julius faktiskt har begått det brott han anklagas för, medan Ethels inblandning är mera tveksam. Detta blir det enda fallet i USA:s historia, där civilister döms för spioneri.
- 1976 – Bröllop hålls mellan den svenske kungen Carl XVI Gustaf och tyskan Silvia Sommerlath, som han har träffat under sommar-OS i München knappt fyra år tidigare. Ceremonin hålls i Storkyrkan i Stockholm och förrättas av ärkebiskop Olof Sundby, men följs av miljontals människor i en direktsänd tv-sändning världen över. Detta blir första gången en svensk regent gifter sig efter sitt trontillträde sedan Gustav IV Adolfs giftermål med Fredrika av Baden 1797 och första gången en svensk regent gifter sig med en icke-kunglig eller ens icke-adlig person sedan Erik XIV:s giftermål med Karin Månsdotter 1568. Dagen före bröllopet har popgruppen Abba framfört låten ”Dancing Queen” och tillägnat den till den blivande drottning Silvia under en direktsänd tv-gala. Ett år senare föds parets första barn, en dotter som får namnet Victoria och sedermera får de ytterligare två (Carl Philip 1979 och Madeleine 1982), men Carl Philip är bara kronprins till årtiondeskiftet 1970-talet/1980-talet, då Victoria istället blir kronprinsessa, genom en ändring i den svenska successionsordningen.
- 1977 – Den iranske oppositionelle religionssociologen Ali Shariati dör under mystiska omständigheter på ett sjukhus i brittiska Southampton (enligt vissa uppgifter drabbas han av en hjärtattack), men då han bland annat inspirerar till den iranska revolutionen mot shahen två år senare får han sedermera smeknamnet ”iranska revolutionens ideolog”.
- 1987 – Den baskiska sepratiströrelsen Euskadi ta Askatasuna (ETA) genomför ett av sina mest våldsamma bombdåd, då de detonerar en bilbomb på shoppingcentret Hipercor i spanska Barcelona. 21 personer omkommer och 45 skadas, vilket gör attentatet till det med högst dödssiffra i ETA:s historia.
- 1990 – Schengenkonventionen undertecknas.
- 2010 – Bröllop hålls mellan den svenska kronprinsessan Victoria och Daniel Westling vid en ceremoni i Storkyrkan i Stockholm och vigseln förrättas av Svenska kyrkans ärkebiskop Anders Wejryd. Vigseln, som blir den första någonsin för en svensk kronprinsessa, följs av nästan 2 000 journalister och direktsänds i bland annat svensk och tysk tv. I februari 2012 föds parets första barn, en dotter som får namnet Estelle och blir svensk arvprinsessa vid födseln.

## Födda
- 1294 – Karl IV, kung av Frankrike från 1322 (född denna dag eller 15 eller 18 juni)
- 1566 – Jakob I/VI, kung av Skottland från 1567 samt av England och Irland från 1603
- 1623 – Blaise Pascal, fransk matematiker, fysiker, filosof och religiös skriftställare
- 1625 – Petrus Johannis Rudbeckius (biskop), svensk biskop. Född i Västerås
- 1701 – François Rebel, fransk kompositör
- 1711 – Jacob Bremer, svensk handelsman, skeppsredare och industriman
- 1782 – Hughes Felicité Robert de Lamennais, fransk präst, teolog, filosof och socialpolitisk författare, känd som ”1800-talets Tertullianus” och ”den franska ultramontanismens fader”
- 1834 – Moritz Rubenson, svensk kommunalpolitiker och riksdagsman
- 1847 – Johan Otto Drake, svensk jurist, borgmästare i Sundsvall 1894–1908
- 1858 – Richard Markgren, svensk kyrkoherde och riksdagsman
- 1861 – Douglas Haig, brittisk fältmarskalk och överbefälhavare under första världskriget
- 1865 – May Whitty, brittisk skådespelare
- 1877 – Charles Coburn, amerikansk skådespelare
- 1881 – Anna Olin, svensk skådespelare
- 1886 – Dan Edward Garvey, amerikansk demokratisk politiker, guvernör i Arizona 1948–1951
- 1887 – Wiktor Andersson, svensk skådespelare med smeknamnet ”Kulörten”
- 1896 – Wallis Simpson, amerikansk kvinna, hertiginna av Windsor, älskarinna och hustru till den abdikerade Edvard VIII av Storbritannien
- 1897 – Cyril Hinshelwood, brittisk kemist, mottagare av Nobelpriset i kemi 1956
- 1903 – Lou Gehrig, amerikansk basebollspelare
- 1904 – Lars Madsén, svensk författare, regissör samt radio- och tv-reporter
- 1905 – Rush D. Holt, amerikansk politiker, senator för West Virginia 1935–1941
- 1906
  - Ernst Boris Chain, tyskfödd brittisk biokemist, mottagare av Nobelpriset i fysiologi eller medicin 1945
  - Walter Rauff, tysk SS-officer
- 1909 – Osamu Dazai, japansk författare
- 1910 – Paul Flory, amerikansk kemist, mottagare av Nobelpriset i kemi 1974
- 1911 – Hermann Höfle, tysk SS-officer
- 1913 – Per Gunvall, svensk regissör och manusförfattare
- 1914 – Alan Cranston, amerikansk demokratisk politiker, senator för Kalifornien 1969–1993
- 1915 – Ester Estéry, svensk sångare
- 1918 – Gunnel Vallquist, svensk författare, översättare och kritiker, ledamot av Svenska Akademien från 1982
- 1919
  - Pauline Kael, amerikansk filmkritiker
  - Louis Jordan, amerikansk musiker
- 1921 – Howell Heflin, amerikansk demokratisk politiker och jurist, senator för Alabama 1979–1997
- 1922 – Aage Bohr, dansk fysiker, mottagare av Nobelpriset i fysik 1975
- 1930 – Gena Rowlands, amerikansk skådespelare
- 1932
  - Pier Angeli, italiensk skådespelare
  - Marisa Pavan, italiensk skådespelare
- 1939
  - Inger Axö, svensk skådespelare och sångare
  - Yvonne Axö, svensk skådespelare och sångare
- 1940 – Paul Shane, brittisk skådespelare
- 1941
  - Magnus Härenstam, svensk skådespelare, komiker och tv-programledare
  - Václav Klaus, tjeckisk nationalekonom och politiker, Tjeckoslovakiens finansminister 1989–1991 samt Tjeckiens premiärminister 1992–1997 och president 2003–2013
- 1945
  - Radovan Karadžić, bosnienserbisk poet, psykiater och politiker samt misstänkt krigsförbrytare
  - Aung San Suu Kyi, burmesisk oppositionspolitiker och demokratiaktivist, mottagare av Nobels fredspris 1991
- 1947
  - Paula Koivuniemi, finländsk sångare
  - Salman Rushdie, indisk-brittisk författare
  - James T. Walsh, amerikansk republikansk politiker, kongressledamot 1989–2009
- 1948 – Nick Drake, brittisk låtskrivare och sångare
- 1949 – Anders Olsson, svensk professor i litteraturhistoria, ledamot av Svenska Akademien från 2008
- 1952 – Bob Ainsworth, brittisk labourpolitiker, parlamentsledamot 1992–2015, Storbritanniens försvarsminister 2009–2010
- 1954 – Kathleen Turner, amerikansk skådespelare
- 1957
  - Trent Franks, amerikansk republikansk politiker
  - Anna Lindh, svensk socialdemokratisk politiker, Sveriges miljöminister 1994–1998 och utrikesminister 1998-2003
- 1959
  - Christian Wulff, tysk kristdemokratisk advokat och politiker, Tysklands förbundspresident 2010–2012
  - Amelie Fleetwood, svensk operasångerska
- 1962 – Paula Abdul, amerikansk popsångare, dansare och koreograf
- 1964 – Boris Johnson, brittisk konservativ politiker och journalist, Londons borgmästare 2008–2016, utrikesminister 2016–2018, premiärminister 2019–2022
- 1965
  - Per Svensson, svensk skådespelare
  - Ulrika Nilsson, svensk journalist och nyhetsankare
- 1967 – Bjørn Dæhlie, norsk längdskidåkare
- 1970 – Rahul Gandhi, indisk politiker
- 1972
  - Dennis Lyxzén, svensk sångare och låtskrivare
  - Robin Tunney, amerikansk skådespelare
- 1973 – Melania Grego, italiensk vattenpolospelare
- 1974 – Abdel Sattar Sabry, egyptisk fotbollsspelare
- 1976 – Niklas Jihde, svensk innebandyspelare
- 1983 – Macklemore, amerikansk hiphop-artist
- 1990 – Moa Hjelmer, svensk friidrottare

## Avlidna
- 1312 – Piers Gaveston, engelsk page, gunstling till kung Edvard II
- 1650 – Matthäus Merian den äldre, schweizisk-tysk kopparstickare och förläggare
- 1652 – Louis De Geer, nederländsk-svensk industri- och finansman
- 1747
  - Jacob Benzelius, svensk teolog och professor, biskop i Göteborgs stift och i Uppsala ärkestift
  - Nadir Shah, turkmensk-iransk härskare över persiska riket 1729–1747, även över Delhisultanatet 1738–1747
- 1787 – Sophie Hélène Béatrix, fransk prinsessa
- 1799 – Samuel Älf, svensk domprost
- 1865 – Evangelis Zappas, grekisk filantrop
- 1867 – Maximilian I, österrikisk ärkehertig, kejsare av Mexiko
- 1881 – Henry Smith Lane, amerikansk whigpolitiker, guvernör i Indiana och senator för samma delstat
- 1891 – David Settle Reid, amerikansk demokratisk politiker, guvernör i North Carolina och senator för samma delstat
- 1914 – Brandon Thomas, brittisk författare, pjäsförfattare och teaterskådespelare
- 1937 – J.M. Barrie, brittisk författare, mest känd för berättelserna om Peter Pan
- 1938 – Henry W. Keyes, amerikansk republikansk politiker, guvernör i New Hampshire och senator för samma delstat
- 1942 – Alois Eliáš, tjeckoslovakisk general och politiker
- 1949 – William Comstock, amerikansk demokratisk politiker, guvernör i Michigan
- 1953
  - Ethel Rosenberg, amerikansk misstänkt spion
  - Julius Rosenberg, amerikansk misstänkt spion
- 1955 – D. Worth Clark, amerikansk demokratisk politiker, senator för Idaho
- 1957 – Sven Herdenberg, svensk operasångare och sångpedagog
- 1973 – Gustaf Molander, svensk regissör, skådespelare, manusförfattare
- 1977
  - Carin Lundquist, svensk skådespelare
  - Ali Shariati, iransk politiskt aktiv religionssociolog
- 1983 – Ivar Wahlgren, svensk skådespelare och sångare
- 1991
  - Jean Arthur, amerikansk skådespelare
  - Tony Williamson, brittisk manusförfattare
- 1993 – William Golding, brittisk författare, mottagare av Nobelpriset i litteratur 1983
- 1996
  - Sven Stiberg, svensk kompositör och jazzmusiker
  - Edvin Wide, svensk friidrottare, bragdmedaljör
- 2000 – Noboru Takeshita, japansk politiker, Japans premiärminister
- 2005
  - Totta Näslund, svensk musiker och skådespelare
  - Hans Nestius, svensk författare, journalist och samhällsdebattör
- 2007 – Klausjürgen Wussow, tysk skådespelare
- 2008 – Antonio Bibalo, norsk-italiensk kompositör och pianist
- 2009 – Berth Johansson, svensk travtränare och travkusk
- 2011 – Don Diamond, amerikansk skådespelare
- 2012 – Gerry Bron, brittisk musikproducent
- 2013
  - James Gandolfini, italiensk-amerikansk skådespelare
  - Gyula Horn, ungersk politiker, Ungerns premiärminister
- 2014
  - Gerry Goffin, amerikansk låtskrivare
  - Ibrahim Touré, ivoriansk fotbollsspelare
- 2020 – Ian Holm, brittisk skådespelare